# Europastraße 531
Die Europastraße 531 (E 531) ist eine Europastraße in Mitteleuropa. Mit 100 km Länge ist sie eine der kürzeren Fernverkehrsstraßen dieser Kategorie. Sie führt im deutschen Bundesland Baden-Württemberg von Nordwesten nach Südosten von der Anschlussstelle Offenburg an der Europastraße 35 zum Autobahndreieck Bad Dürrheim an der Europastraße 41.

## Verlauf
- Offenburg – Bad Dürrheim
- Bad Dürrheim – Donaueschingen
- Donaueschingen – Autobahndreieck Bad Dürrheim

## Städte an der E531
- Offenburg
- Gengenbach
- Haslach im Kinzigtal
- Hausach
- Hornberg
- Triberg
- Sankt Georgen im Schwarzwald
- Villingen-Schwenningen
- Bad Dürrheim
- Donaueschingen